# 다이카타나
《존 로메로의 다이카타나》(John Romero's Daikatana)는 이온 스톰이 개발한 2000년 1인칭 슈팅 게임이다. 아이도스 인터랙티브가 마이크로소프트 윈도우용으로, 켐코가 닌텐도 64용으로 배급하였다. 플레이어는 검 주인을 컨트롤하여 작품명과 동일한 이름의 다카타나를 얻기 위해 여러 시간을 여행하게 된다. 이 다카타나는 전 세계의 운명에 묶인 강력한 검이다.

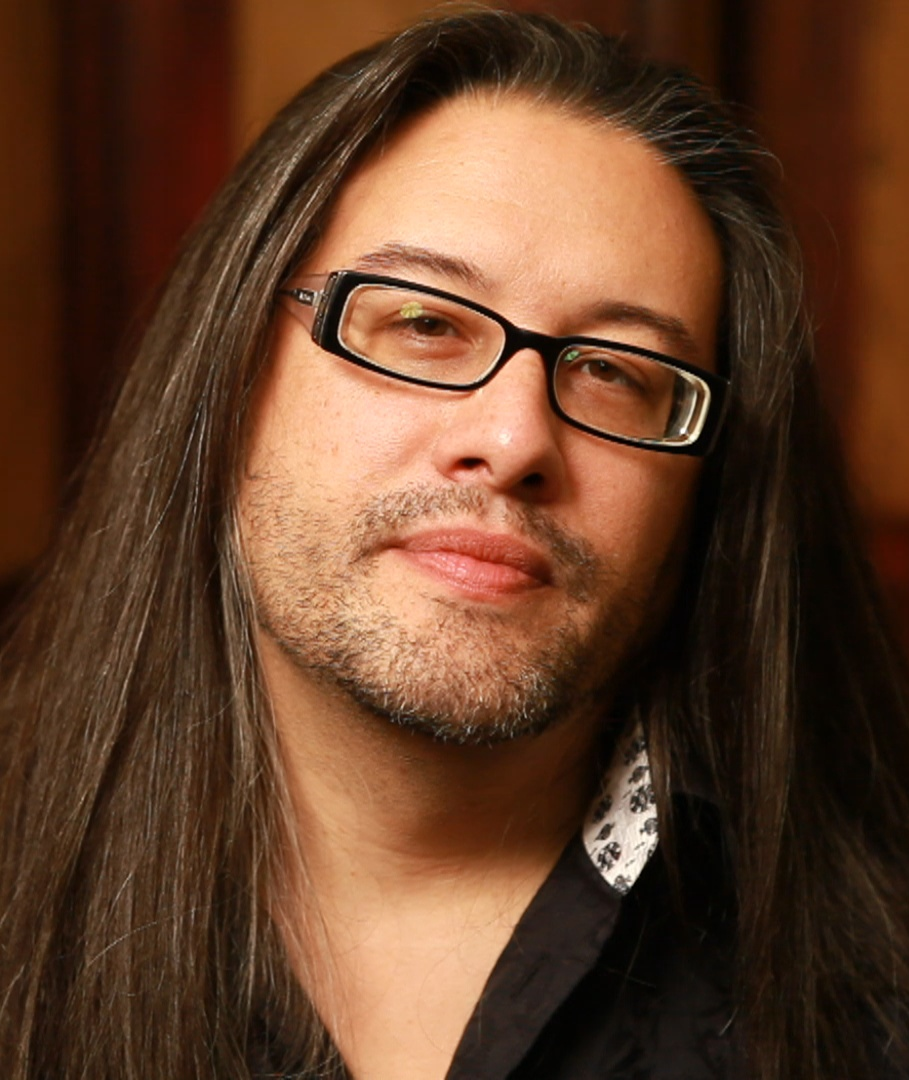
본 게임의 감독을 담당한 존 로메로.

다이카타나는 이온 스톰의 공동 설립자 존 로메로가 감독하였다. 그는 일전에 1992년의 울펜슈타인 3D, 1993년의 둠, 1996년의 퀘이크 등에 영향력 있는 1인칭 슈팅 게임을 공동으로 개발한 바 있다.
2000년 5월 출시된 다이카타나는 시대에 뒤쳐진 그래픽스, 게임플레이, 반복되는 효과음, 양호치 못한 인공지능으로 인해 대체로 부정적인 평가를 받았다. 40,351본만 판매되면서 비디오 게임 산업의 상업적으로 주된 실패작 가운데 하나가 되었다.

## 평가
| 평론 점수 평론사 점수 N64 PC CGW N/A [ 1 ] 에지 N/A 4/10 [ 2 ] EGM 3.87/10 [ 3 ] N/A 유로게이머 N/A 5/10 [ 4 ] 게임 레볼루션 N/A C [ 5 ] 게임팬 N/A 77% [ 6 ] 게임프로 N/A [ 7 ] 게임스팟 3.7/10 [ 8 ] 4.6/10 [ 9 ] 게임스파이 N/A 74% [ 10 ] 게임존 N/A 7/10 [ 11 ] 하이퍼 80/100 [ 12 ] 60/100 [ 13 ] IGN 4/10 [ 14 ] 5.8/10 [ 15 ] 넥스트 제네레이션 N/A [ 16 ] 닌텐도 파워 5.6/10 [ 17 ] N/A PC 게이머 (US) N/A 53% [ 18 ] PC 파워플레이 N/A 64/100 [ 19 ] 통합 점수 게임랭킹스 42% [ 20 ] 54% [ 21 ] |         |        |
| 평론 점수 |         |        |
| 평론사 | 점수    | 점수   |
| 평론사 | N64     | PC     |
| CGW | N/A     | [ 1 ]  |
| 에지 | N/A     | 4/10   |
| EGM | 3.87/10 | N/A    |
| 유로게이머 | N/A     | 5/10   |
| 게임 레볼루션 | N/A     | C      |
| 게임팬 | N/A     | 77%    |
| 게임프로 | N/A     | [ 7 ]  |
| 게임스팟 | 3.7/10  | 4.6/10 |
| 게임스파이 | N/A     | 74%    |
| 게임존 | N/A     | 7/10   |
| 하이퍼 | 80/100  | 60/100 |
| IGN | 4/10    | 5.8/10 |
| 넥스트 제네레이션 | N/A     | [ 16 ] |
| 닌텐도 파워 | 5.6/10  | N/A    |
| PC 게이머 (US) | N/A     | 53%    |
| PC 파워플레이 | N/A     | 64/100 |
| 통합 점수 |         |        |
| 게임랭킹스 | 42%     | 54%    |